# NGC 3756
NGC 3756 este o intermediate spiral galaxy⁠(d) situată în constelația Ursa Mare. A fost descoperită în 14 aprilie 1789 de către William Herschel. Se află la o distanță de 21,28 de megaparseci de Pământ.